# In dominico agro
In dominico agro  è una enciclica di papa Clemente XIII, datata 14 giugno 1761, nella quale il Pontefice, dopo aver sottolineato il valore del Concilio di Trento, raccomanda la diffusione del Catechismo Romano tradotto in lingua volgare; esso costituisce un valido aiuto per rafforzare fra i fedeli la Fede cattolica.

## Fonte
- Tutte le encicliche e i principali documenti pontifici emanati dal 1740. 250 anni di storia visti dalla Santa Sede, a cura di Ugo Bellocci. Vol. II: Clemente XIII (1758-1769), Clemente XIV (1769-1774), Pio VI (1775-1799), Pio VII (1800-1823), Libreria Editrice Vaticana, Città del Vaticano 1994.